# Tinzaou
Tinzaou (auch: Ti-n-Zaou, Tin Zaou) ist ein Dorf in der Landgemeinde Tondikiwindi in Niger.

## Geographie
Das Dorf befindet sich rund 35 Kilometer nördlich des Hauptorts Tondikiwindi der gleichnamigen Landgemeinde, die zum Departement Ouallam in der Region Tillabéri gehört. Zu den Siedlungen in der näheren Umgebung von Tinzaou zählen Tchioma Bangou im Nordwesten, Kouara Kéri im Osten sowie Mangaïzé, Niarbou Kouara und Tondi Koirey im Südwesten.
Es herrscht das Klima der Sahelzone vor, mit einer durchschnittlichen jährlichen Niederschlagsmenge zwischen 300 und 400 mm. Durch Tinzaou verläuft der 2. Längengrad. Das Dorf liegt in einer Ebene. Es verfügt über zwei Teiche, die nicht das ganze Jahr über Wasser führen. Im Buschland von Tinzaou wachsen Niembäume, Anabäume und Wüstendatteln. Zur Tierwelt zählen Hasen, wilde Hühner und Perlhühner, Hörnchen und Schakale.

## Geschichte
Eine nichtstaatliche bewaffnete Gruppe tötete am 8. Dezember 2021 in Tinzaou drei Zivilisten. Mit Stand Dezember 2021 waren infolge der wachsenden Unsicherheit in der Region 250 Haushalte aus Tinzaou in das Nachbardorf Mangaïzé geflohen.

## Bevölkerung
Bei der Volkszählung 2012 hatte Tinzaou 768 Einwohner, die in 75 Haushalten lebten. Bei der Volkszählung 2001 betrug die Einwohnerzahl 534 in 55 Haushalten und bei der Volkszählung 1988 belief sich die Einwohnerzahl auf 599 in 66 Haushalten.
In ethnischer Hinsicht leben sesshafte Zarma und nomadische Fulbe im Dorf.

## Wirtschaft und Infrastruktur
Neben Ackerbau und Viehzucht werden Handel und Handwerk betrieben. Es werden Hirse, Sorghum, Tomaten und Bohnen angebaut. Es gibt eine Grundschule im Dorf. Es sind drei Moscheen und fünf Koranschulen vorhanden.